# Tor Endresen

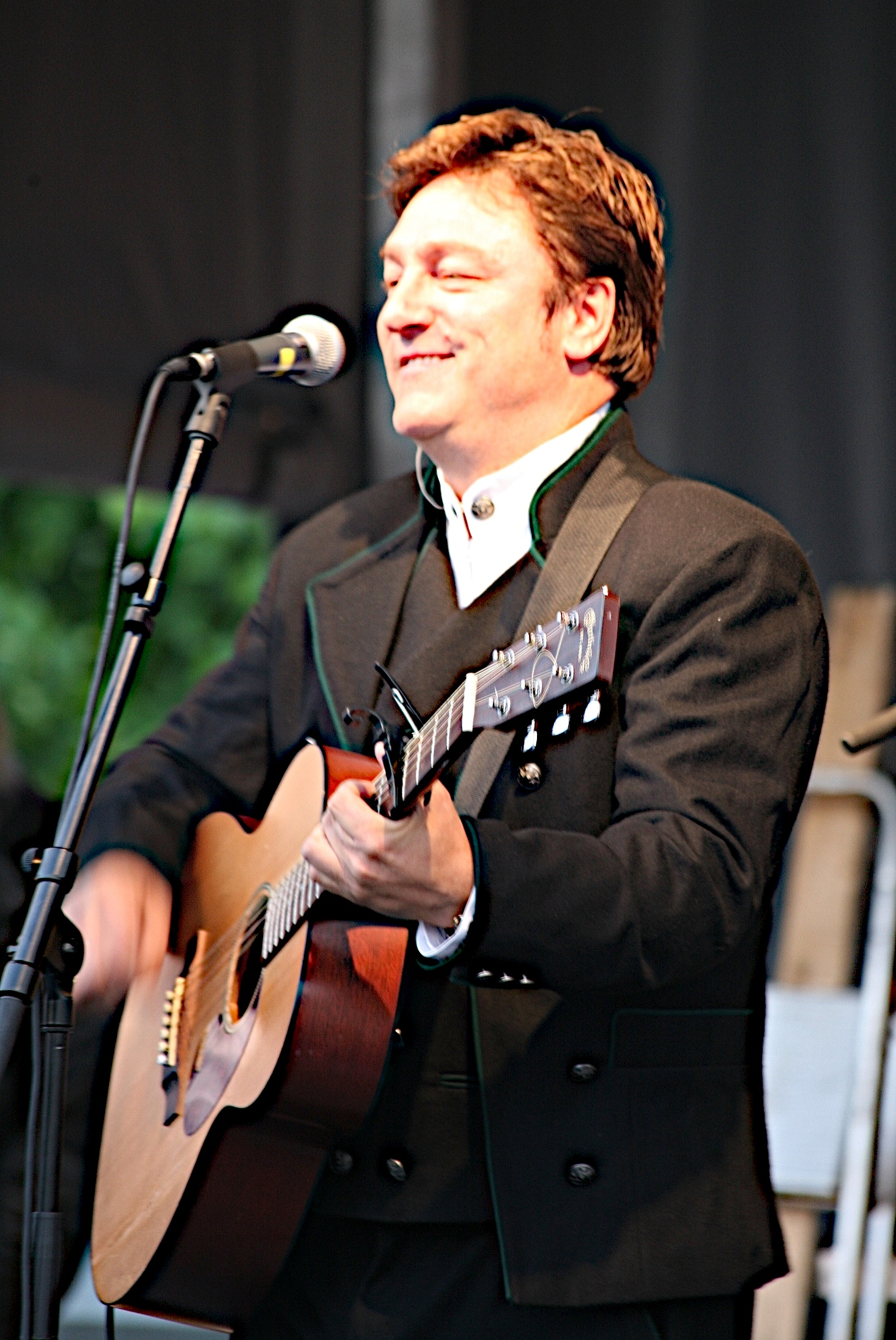
Tor Endresen in Laksevåg 2007

Tor Lars Oskar Endresen (* 15. Juni 1959 in Bergen) ist ein norwegischer Sänger.

## Leben und Wirken
Endresen begann dreizehnjährig, Gitarre zu spielen und trat als Achtzehnjähriger mit einer örtlichen Band auf. Bekannt wurde er Anfang der 1990er Jahre in Rune Larsens Popmusikserie Lollipop beim NRK, wo er in dreißig Folgen als singender Bartender auftrat. Er wirkte an weiteren TV-Sendungen des NRK wie Beat for beat, Momarkedet, Absolutt norsk und Kjempesjansen mit.
Seit 1987 nahm er am norwegischen Melodi Grand Prix teil, wo er mehrfach unter den Erstplatzierten war. Mit dem Titel San Francisco belegte er 1997 den ersten Platz und vertrat Norwegen beim Eurovision Song Contest. Diese Teilnahme blieb ohne Punkte und er wurde Letzter zusammen mit Portugal.
1994 spielte er in Bergen die Hauptrolle in dem Musical Ain’t Misbehavin’. 2002 trat er in der Revue Da Bjørgvin blev by auf, 2005 in dem Musical Chess. Er arbeitete auch mit Jazzmusikern wie Pål Thowsen und mit Arne Myksvols Band Salex zusammen.

## Diskografie
- Pål Thowsen: Call Me Stranger mit Ole Edvard Antonsen, Janne Schaffer und Svein Dag Hauge, 1986
- Pål Thowsen: Life Goes On mit Brynjar Hoff und Ketil Bjerkestrand, 1989
- Lollipop, 1989
- Lollipop 2, 1990
- Solo, 1991
- Lollipop Jukebox, 1991
- Tor Endresen II, 1992
- Det beste fra Lollipop, 1995
- Sanger, 1996
- Nære ting mit Rune Larsen, 1998
- Tarzan, Filmmusik, 1999
- Blue, 2000
- Trippel Tor, 2001
- Julen i våre hjerter, 2001
- Retrofeelia mit Are Selheim, 2004
- Now And Forever, 2005